# Kempes Tekiela
Kempes Waldemar Tekiela (* 15. Oktober 1997 in Iserlohn) ist ein deutsch-polnischer Fußballspieler.

## Karriere
Der im westfälischen Iserlohn geborene Kempes Tekiela spielte zunächst bei Borussia Dortmund, bevor er innerhalb der Stadt zum TSC Eintracht Dortmund wechselte. 2014 schloss er sich der A-Jugend von Rot-Weiss Essen bei, ehe er 2016 aus Altersgründen der Jugend der Essener entwachsen war. In der Folge war Tekiela ein halbes Jahr vereinslos, bevor er sich dem FC Kray anschloss. In der Oberliga Niederrhein spielte er regelmäßig und wurde dabei zumeist als Mittelstürmer eingesetzt. Als Tabellenletzter stieg der Essener Stadtteilverein ab. Daraufhin wechselte Kempes Tekiela zum Regionalligisten Westfalia Rhynern und blieb dort ein Jahr. Lange Zeit kam er in jedem Spiel zum Einsatz, jedoch absolvierte er ab dem 28. April 2018 bis zum Saisonende kein Spiel mehr. Auch dieses Mal musste Tekiela zum Saisonende mit seinem Verein als Tabellenletzter absteigen. Er blieb in der Regionalliga West und schloss sich der zweiten Mannschaft seines Jugendvereins Borussia Dortmund an, dort hatte er im April 2018 einen Vertrag unterzeichnet. Kempes Tekiela konnte sich allerdings dort nicht durchsetzen und wurde nach einem Jahr an den luxemburgischen Erstligisten FC Progrès Niederkorn verliehen. Mit diesem Verein bestritt er internationale Pflichtspiele und trat mit Progrès Niederkorn auch in der Qualifikation zur UEFA Europa League an, wo der Verein aus Differdingen (Ortschaft Niederkorn) im Dreiländereck Luxemburg-Frankreich-Belgien zunächst den irischen Vertreter Cork City ausschaltete und dann gegen den schottischen Topklub Glasgow Rangers ausschied. Dabei kam Tekiela in jedem Spiel zum Einsatz. Bis zu einer Operation kam er derweil im Ligaalltag zu zehn Einsätzen und schoss dabei sieben Tore, aufgrund der COVID-19-Pandemie wurde die Saison vorzeitig abgebrochen. In der neuen Saison spielte Kempes Tekiela in 27 Partien und schoss sechs Tore. Im Sommer 2021 folgte die Rückkehr zur zweiten Mannschaft des BVB, die im besagten Sommer in die 3. Liga aufgestiegen war. Jedoch wechselte Tekiela kurz vor Ende der Transferperiode nach Dänemark zum Zweitligisten und Erstligaabsteiger Esbjerg fB, wo er einen Vertrag bis 2023 unterschrieb. Seit Debüt gab er dort am 8. Spieltag beim 2:1-Heimspielerfolg über Hobro IK, als er zur Halbzeit eingewechselt wurde. Bis zum Saisonende kam er auf insgesamt acht Pflichtspiele für den dänischen Verein und kehrte am 1. August 2022 zurück nach Luxemburg, wo er sich Erstligist Union Titus Petingen anschloss. Nach anderthalb Jahren im Großherzogtum wechselte Tekiela dann im Januar 2024 weiter zum US-amerikanischen Verein One Knoxville SC in die drittklassige USL League One. Dort kam er in seiner ersten Spielzeit auf 28 Pflichtspiele, in denen er 13 Treffer erzielen konnte.